# 河原美結
河原 美結（かわはら みゆ、1998年6月28日 - ）は、日本の女優である。
神奈川県出身。麗タレントプロモーション芸能部所属。
元アイドルユニットFilleAiles（フィーユエール）のキャプテンで赤色担当。
愛称は「みゆっち」。

## 略歴
- 2013年11月、『名進研～夢に向かって走り出せ編～』メイン生徒役でCM出演[2]
- 2014年、『明日、魔法使いになる方法』Bチームシェリー役で舞台初出演[3]
- 2014年、ＥＸ土曜ワイド劇場『鉄道捜査官14』に花村乃里子の中学生時代役で出演[4]
- 2016年7月17日公開、『劇場版 恐怖のお持ち帰り ~ホラー映画監督の心霊実話怪談~』の猫塚瑞希役で映画初主演[5]
- 2016年7月31日、所属アイドルユニット『FilleAiles』のお披露目イベント「飛翔 #今なら間に合う最古参」[6]、「飛翔 #てか、6人揃って人前、初めてじゃね」[7]でアイドルデビュー[8]
- 2016年8月6日、「超アキバジャンボリー」（秋葉原P.A.R.M.S）でFilleAilesライブデビュー。オリジナル曲『tiny wings』発表。
- 2016年9月25日、FilleAilesの綾崎かのん、月宮涙W生誕祭LIVE[9]で第2弾のオリジナル曲『Music to the Magical World』を発表。「tiny wings」「Music to the Magical World」「ヒ⭐︎カ⭐︎リ」の３曲を含む初のCDを販売。CDは全7種で「ヒ⭐︎カ⭐︎リ」を各メンバーがソロで歌っているもの、全員で歌っているものがある。
- 2016年9月、四国電力CM出演[10]
- 2017年1月6日、第三弾シネマインソムリエレーベル オムニバス映画配役選考オーディションにて総合1位でグランプリを獲得。[11]
- 2017年2月1日、FilleAiles定期公演が新宿レッドノーズでスタート。新曲「初恋の魔法」「Brand New Days」「風吹けば」「桜のあとに」の４曲を発表。
- 2017年3月1日、定期公演にて初めてソロを行う
- 2017年3月3日、新宿RUIDO K4にて『新宿アイドルパーティー 　～河原美結高校卒業スペシャル～』を実施。
- 2017年4月7日、東京税関「ニセモノでもいい・・・って、思ってた」[12]
- 2017年3月18日、「上野公園アイドルMUSICフェスティバル」にてFilleAilesライブ累計100回を達成
- 2017年4月26日、『桜のあとに』『風吹けば』の２曲を含むCDを発売。CDは全５種で『桜のあとに』を各メンバーがソロで歌っているもの、全員で歌っているものがある。
- 2017年4月26日、『tiny wings』『Music to the Magical World』の２曲を再録音したCDを発売。
- 2017年6月25日、河原美結生誕BBQオフ会を実施。
- 2017年6月28日、新宿レッドノーズにて、河原美結生誕ライブ実施。
- 2017年7月30日、富士急ハイランド『ド・ドドンパ』CM公開。女子高生役
- 2017年8月11日、１周年記念ワンマンライブにて、FilleAilesを卒業し、女優業に専念
- 2017年8月22日〜28日、avex音楽配信サービス『BIG UP!』のイメージキャラクターとしてビジョントラックに掲載。渋谷、原宿を走行。
- 2017年10月14日、映画「狂い華」”呪いうつり”公開、10月18日トークショー出演
- 2017年10月12日〜15日、舞台『白と黒の同窓会』出演
- 2017年10月26日、テレビ朝日『ハナタカ優越館』出演
- 2018年1月、共立メンテナンスWebページ『シニアライフ事業』介護士役
- 2018年2月1日〜3月31日、Pasta Blue Berry応援大使
- 2018年6月3日、ソロ歌手としてデビュー。オリジナル曲『とりあえず』発表。
- 2018年 6月4日〜6月10日、富士フイルム大型ビジョンCM出演（渋谷）
- 2018年6月23日、映画『わたしに××しなさい!』出演
- 2018年6月、『リアル脱出ゲーム×名探偵コナン』CM出演
- 2018年10月、平岡梨菜と2人組ユニット、nova(ノウヴァ)を結成。赤色を担当。
- 2018年11月、オリジナル曲『じゃんけん』発表。
- 2018年12月、オリジナル曲『smile』発表。
- 2019年7月10日、オリジナル曲『smile』全国発売。

## 出演

### テレビドラマ
- ＮＨＫ連続テレビ小説『あまちゃん』（2013年）
- ＴＢＳ月曜ゴールデン『釣り刑事5』（2014年） - 一ノ瀬珪子中学時代役
- 土曜ワイド劇場『鉄道捜査官14』（2014年） - 花村乃里子中学生時代 （テレビ朝日）[13]
- 日本テレビ『解決!ナイナイアンサー再現ドラマ』（2015年1月6日） - MADOKA 役[14][15]
- ＣＸ赤と黒のゲキジョー『号泣裁判』（2015年3月13日） - 生徒 役[16]
- ＭＸTV『ゴーストの恋』（2015年） - 川越奈津役 役[17][18]
- 痛快TV スカッとジャパン（2015年10月26日） - 千葉智子 役[19]
  - 痛快TV スカッとジャパン（2016年5月30日） - 里中彩花 役[20]
- 白熱ライブ ビビット（2016年8月29日） - 再現V 女子高生 役
- ＥＸ土曜ワイド劇場鉄道捜査官16（2016年10月8日） - 花村乃里子 幼少期 役[21]
- テレビ朝日『ハナタカ優越館 再現ドラマ』（2017年10月26日）

### 映画
- 渇き。（2014年） - 中学生役
- スイートプールサイド（2014年）[22] - 先輩水泳部員 役
- 好きっていいなよ。（2014年）[23] - 1年女子B 役
- ソロモンの偽証～前編・後編～（2015年） - 城東第三中生徒 役[24]
- 劇場版 恐怖のお持ち帰り ~ホラー映画監督の心霊実話怪談~  - 主演：猫塚瑞希 役[25][26][27][28][29]
- 狂い華「呪いうつり」（2017年10月）[30][31] - 安藤佳子 役
- わたしに××しなさい！（2018年6月）

### CM
- JT『それぞれのときを、想う。 「おめでとう」篇』（2012年）
- 名進研『～夢に向かって走り出せ編～』（2013年）- メイン生徒 役
- 日本マクドナルド 『100円マック』（2014年）[32] - マネージャー 役
- ミニストップ 『なめらかプリンパフェ』（2014年） [33]
- Google「Google Science Fair 2014』（2014年）[34]
- タカラレーベン 『れ～べ～と頭の体操0307』（2015年） [35][36][37]
- タカラレーベン 『れ～べ～と頭の体操0308』（2015年） [38][39][40]
- タカラレーベン 『れ～べ～と頭の体操0310』（2015年）[41][42][43]
- タカラレーベン 『れ～べ～と頭の体操0311』（2015年）[44][45][46]
- KEYTALK/RO69 『スペシャルタイアップ』（2015年8月3日） - 女子高生 役 [47][48]
- 四国電力『オール電化合唱曲＜選ばれて満足篇＞』（2016年9月〜）[49] [50]
- 四国電力『かんたんオール電化アピール合戦＜意外と簡単篇＞』（2016年9月〜）[51] [52]
- 四国電力『ラララ首都圏♪ラララ関西♪首都圏でもよんでん篇』（2016年9月〜）[53] [54]
- アサヒ飲料『十六茶』（2017年2月7日）全力坂のインフォマーシャル
- 東京税関『ニセモノでもいい・・・って、思ってた』（2017年3月7日）[55]
- 富士急ハイランド『ド・ドドンパ』女子高生役（2017年）
- avex『BIG UP!』ビジョントラックイメージキャラクター（2017年8月22日〜28日）
- 共立メンテナンスWebページ「シニアライフ事業」介護士役（2018年1月）
- Pasta Blue Berry 応援大使（2018年2月1日〜3月31日）

### ミュージック・ビデオ
- 南條愛乃 『きみを探しに』（2015年6月10日） - メイン女子高生 役[56][57]

### CDジャケット
- ナオト・インティライミ 『The World is ours!  』（2014年6月18日）[58]

### ネット配信
- 『Ｍoonlight』（2015年）（テレパックチャンネル） - 美村麗佳 役[59]
- 『Ｒain』（2015年）（テレパックチャンネル） - 美村麗佳 役[60]
- 『ぶっちゃけ！アイドル白書#4』（2016年9月4日）（Pigooオンデマンド） [61]
- 『ぶっちゃけ！アイドル白書#5』（2016年10月1日）（Pigooオンデマンド） [62]
- 『ぶっちゃけ！アイドル白書#6』（2016年10月2日）（Pigooオンデマンド）[63]
- 『ROCKET SALAD - SHOWROOM配信イベント』（2016年6月16日）（SHOWROOM）[64]
- 『MCkennyのニコ生 kenny Many Happy !  vol.72』（2016年6月29日）（ニコ生）[65]
- 『MCkennyのニコ生 kenny Many Happy !  vol.73』（2016年7月13日）（ニコ生）[66]
- 『MCkennyのニコ生 kenny Many Happy !  vol.74』（2016年7月27日）（ニコ生）[67]
- 『MCkennyのニコ生 kenny Many Happy !  vol.75』（2016年8月10日）（ニコ生）[68]
- 『MCkennyのニコ生 kenny Many Happy !  vol.77』（2016年9月14日）（ニコ生）[69]
- 『高校卒業まぢか！』河原美結(Fille Ailes) - SHOWROOM 毎日配信　 河原美結 - SHOWROOMアカウント
- 『マシェリバラエティ×第3弾シネマインソムリエレーベル オムニバス映画配役選考オーディション』(2016年11月21日)[70]
- 『マシェリバラエティ×第3弾シネマインソムリエレーベル オムニバス映画配役選考オーディション』(2016年11月30日)[71]
- 『マシェリバラエティ×第3弾シネマインソムリエレーベル オムニバス映画配役選考オーディション』(2016年12月16日)[72]
- 『マシェリバラエティ×第3弾シネマインソムリエレーベル オムニバス映画配役選考オーディション』(2016年12月19日)[73]
- 『マシェリバラエティ×第3弾シネマインソムリエレーベル オムニバス映画配役選考オーディション』(2016年12月21日)[74]
- 『マシェリバラエティ×第3弾シネマインソムリエレーベル オムニバス映画配役選考オーディション』(2016年12月22日)[75]
- 『マシェリバラエティ×第3弾シネマインソムリエレーベル オムニバス映画配役選考オーディション』(2016年12月29日)[76]

### 記事
- 福谷修監督が怪談集『恐怖のお持ち帰り』を映画化・墓荒しアイドル」は、オーディションで選ばれた新人・河原美結さんが主演（2016年3月）（fj movie.com）[77]

- クラウドファンディングMakuake 「劇場版　恐怖のお持ち帰り」応援プロジェクト（2016年8月16日）[78]

- 美少女→怨霊→ゾンビに変わるまで　ホラー映画製作に使われる“特殊メイク”全工程[ホラー通信]（2016年3月14日）（ホラー通信）[79]

- “墓を荒らすアイドル”に“人が消える貸別荘”　すべて実話の『劇場版 恐怖のお持ち帰り』予告編（2016年6月19日）（ガジェット通信）[80]

- 「ジェネレーションギャップ研究所」今週のジェネ子・河原美結　思ったことはハッキリ言う（2016年4月22日）（夕刊フジ）[81]

- マシェバラ、映画配役選考オーディション第三弾、チャプター2進出メンバー発表 ― ご当地アイドルからグラビアアイドルまで「ダイヤモンドの原石」達多数出演（2016年12月6日）（PR TIMES）[82]

- マシェバラ、アイドル、モデル達が映画出演を賭けた戦い、ついにファイナル。中間1位はアイドルユニットFilleAilesの河原美結！（2016年12月20日）（時事通信社）[83]

- グランプリは河原美結、春川桃菜、伊藤くらら！「第三弾シネマインソムリエレーベル オムニバス映画配役選考オーディション」結果発表（2017年1月6日）（YOMIURI ONLINE / 時事通信社）[84][85]

### 舞台
- 『明日、魔法使いになる方法』（2014年5月） - Bチームシェリー役[86]
- 『優しい魔法のとなえ方2014』（2014年10月-11月） - Rチーム長澤 かをる役[87]
- 『白と黒の同窓会』（2017年10月12日〜15日）[88]

## 作品

### CD
- 『tiny wings』（2016年9月25日） - 収録曲：「tiny wings」「Music to the Magical World 」「ヒ⭐︎カ⭐︎リ」
- 『桜のあとに』（2017年4月26日） - 収録曲：「桜のあとに」「風吹けば 」
- 『tiny wings（再録音）』（2017年4月26日） - 収録曲：「tiny wings」「Music to the Magical World 」
- 『smile』（2019年7月10日） - 収録曲：「smile」「とりあえず」「じゃんけん」

### DVD
- 『劇場版 恐怖のお持ち帰り ~ホラー映画監督の心霊実話怪談~』（2016年8月26日）